# Fryne

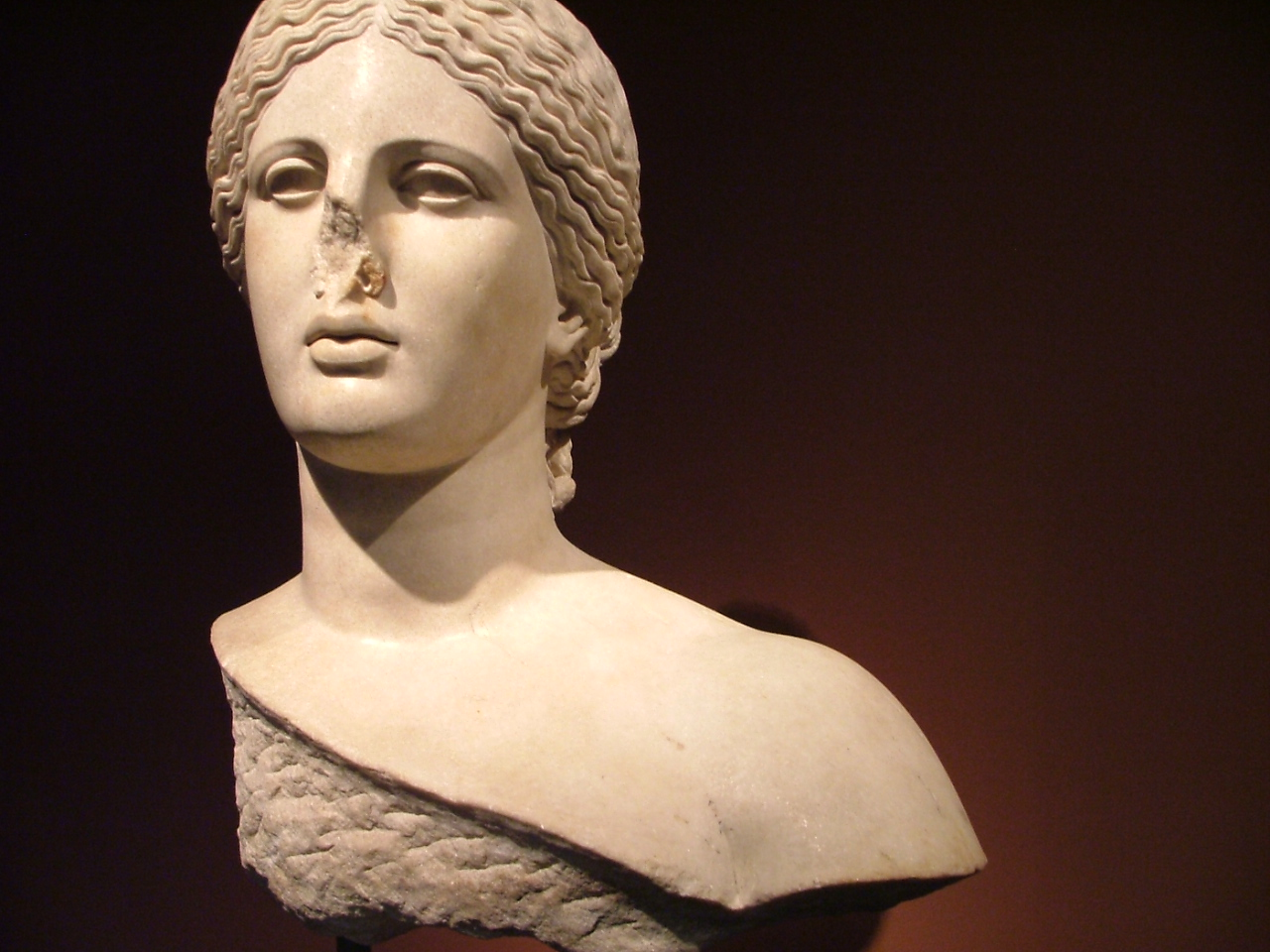
Głowa z Arles, fragment rzymskiej rzeźby, najprawdopodobniej kopii posągu Fryne ze świątyni delfickiej

Fryne (gr. Phrýnē, IV w. p.n.e.) – grecka hetera z Aten, bohaterka wielu anegdot antycznych pisarzy. Z tego powodu bywa uznawana za najsłynniejszą heterę starożytnej Grecji.
Przyjmuje się, iż była kochanką Praksytelesa, któremu pozowała do rzeźby Afrodyty z Knidos, jak i zapewne kilku innych dzieł. Liczne przekazy mówią o jej wyjątkowej urodzie, dowcipie i bogactwie, aczkolwiek wiarygodność wielu spośród nich budzi wątpliwości. Zdarzeniem historycznym, którego autentyczność budziła wątpliwości, był proces Fryne przed ateńskim sądem, kiedy to oskarżono ją o bezbożność, a uniewinnienie miał zapewnić gest obrońcy, Hyperejdesa, który odsłonił jej piersi, by wpłynąć na sędziów (najpewniej jednak nic takiego nie miało miejsca, a jest to jedynie późniejsze ubarwienie całego procesu).
Postać tej hetery od czasów nowożytnych była przywoływana w malarstwie, rzeźbie, utworach literackich i muzycznych oraz – w XX wieku – kinematografii.

## Życiorys Fryne

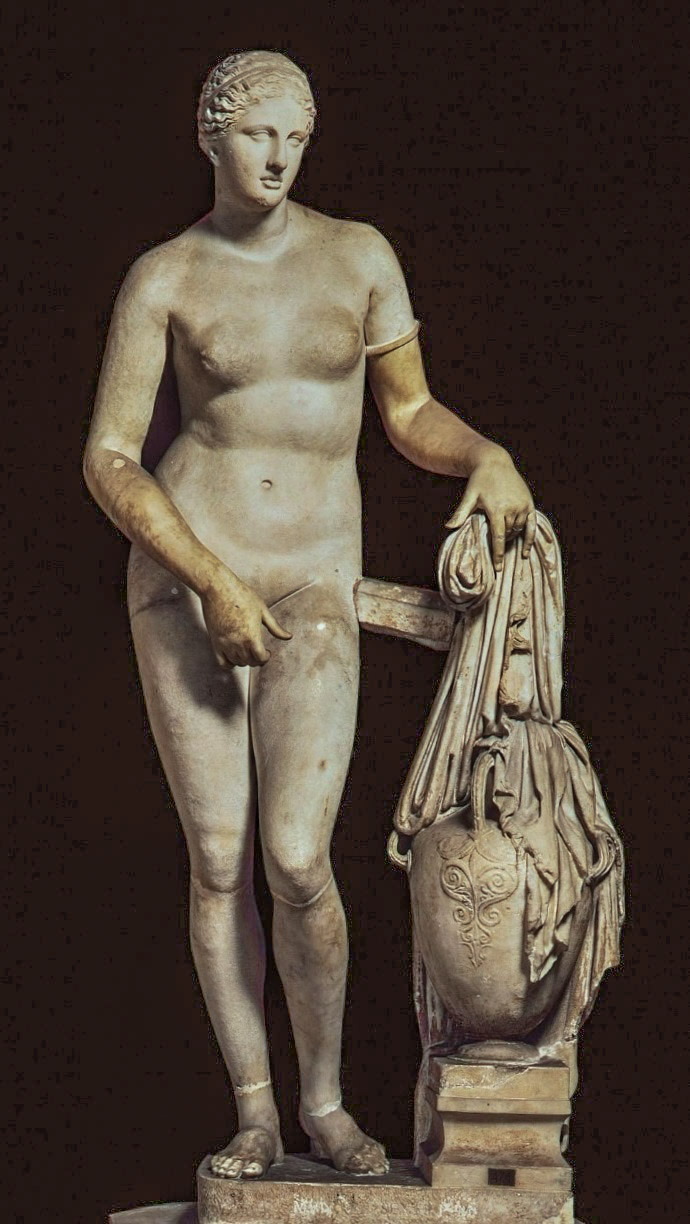
Afrodyta knidyjska – rzymska kopia rzeźby Praksytelesa, do której pozowała Fryne

Pochodziła z Tespiów w Beocji. Była córką niejakiego Epiklesa, nosiła imię Mnesarete (gr. Mnēsarétē, „ta, która nie zapomina o cnocie”). Dokładne lata jej życia nie są znane. Być może urodziła się około 384 roku. W młodym wieku, możliwe, że jeszcze jako dziecko, opuściła rodzinne polis, prawdopodobnie przed jego zburzeniem w roku 371 przez Tebańczyków, choć niewykluczone, iż stało się to już po zniszczeniu Tespiów.
Trafiła do Aten, gdzie żyła jako metojka, początkowo w biedzie. Podobno utrzymywała się ze zbierania ziół lub sprzedaży kaparów. Następnie została flecistką, a w niedługim czasie – heterą. Wówczas zaczęła być znana jako Fryne (gr. „ropucha”) – nazywano ją w ten sposób ze względu na jej bladą (czy też nieco żółtawą) cerę, w każdym razie jaśniejszą, wyżej cenioną. Wysuwano także przypuszczenie, iż źródłem tego przydomku miały być kształty jej ciała.
Miała wyróżniać się urodą i zyskała spore powodzenie. Podobno określano ją także przydomkami Charybda lub Sēstos („sito”), z racji bogactw przeciekających jej przez palce, z których „odsiewała” mężczyzn. Wiarygodność licznych anegdot na temat majątku, jaki zgromadziła, należy oceniać z dużą ostrożnością. Dyktowała różne ceny za swoje usługi. Antyczne źródła podają, iż niekiedy były to wysokie kwoty, jak sto drachm lub dwa statery złota.
Wybrednie dobierała sobie towarzystwo, obracając się wśród elity intelektualnej Aten, wiążąc się z artystami, pisarzami i mówcami. Wśród jej kochanków wymieniano jednego z członków Areopagu, mówcę i polityka Hyperejdesa oraz rzeźbiarza Praksytelesa. Związek z tym ostatnim przyniósł Fryne największy rozgłos, jakkolwiek wysuwano wątpliwości co do autentyczności ich romansu. Najprawdopodobniej towarzyszyła mu w podróży do Azji Mniejszej i pozowała do jego dzieł, przede wszystkim do posągu Afrodyty z Knidos – pierwszego pełnego kobiecego aktu w sztuce greckiej. Jakkolwiek zaraz po powstaniu rzeźba ta wzbudzała zachwyt, nie brakowało negatywnych komentarzy, obruszających się na zupełną nagość bogini, jak i surowo oceniających nadanie jej rysów hetery.
Rozgłos Fryne zapewniły także inne dzieła Praksytelesa, które ofiarowała do różnych świątyń. Jak podają Pauzaniasz i Plutarch, do sanktuarium Erosa i Afrodyty w rodzinnych Tespiach przekazała posągi obu tych bóstw oraz samej siebie jako kapłanki Afrodyty. Natomiast świątyni w Delfach ofiarowała swoją podobiznę, również dłuta Praksytelesa, wykonaną ze złoconego brązu (być może była to kopia wizerunku z Tespiów). Umieszczono ją na marmurowej kolumnie z napisem „Fryne, córka Epiklesa, Tespijka” (względnie „Fryne, sławna mieszkanka Tespii”). Postawienie tego posągu pomiędzy podobiznami królów – Filipa Macedońskiego i Archidamosa ze Sparty – wywołało spore oburzenie. Wybór takiego miejsca odczytywano jako akt uwielbienia dla niej lub wyraz wdzięczności za udział w pracach Praksytelesa, które wzbogacały grecki świat pięknymi rzeźbami.
Epizodem, który uznawany jest za najsłynniejszy w jej życiu (poza pozowaniem do posągu Afrodyty), był proces w Atenach, jakkolwiek wysuwano wątpliwości co do jego historyczności. Uznaje się jednak, iż faktycznie miał miejsce z racji wzmianek o nim w wielu niezależnych źródłach z epoki, choć jego dokładna data nie jest znana – przyjmuje się, iż odbył się 347 lub 345 rok, ewentualnie między 350 a 340 rokiem. Fryne stanęła przed sądem (najpewniej trybunałem sądu ludowego) pod zarzutem bezbożności. Wyrazem tego miało być wprowadzenie przez nią kultu Dionizosa Plutona (najpewniej był to tracko-frygijski bożek Isodaites, demon szału, choć niewykluczone, iż chodzi jakieś rodzime bóstwo, na co może wskazywać greckie imię), o tajemnym charakterze, ograniczonym do grupy wybranych osób, w ramach którego praktykowano wyuzdane obrzędy. Z oskarżeniem wystąpił Euthios, podobno odrzucony przez nią czy też oburzony ceną, jakiej domagała się od niego za swe usługi. Jej obrony, w sprawie zagrożonej śmiercią lub wygnaniem, podjął się Hyperejdes i ostatecznie Fryne została uniewinniona. O ile jego udział w procesie nie budzi wątpliwości, to już sposób, w jaki doprowadził do wydania korzystnego wyroku, posługując się jej urodą, wydaje się anegdotyczną opowiastką.
Oskarżenie dotyczące wprowadzania kultu Isodaitesa było związane z ambiwalentnym postrzeganiem w Atenach nowych kultów, jak również z podejrzliwym traktowaniem wszelkich nieformalnych grup, które zbierały się potajemnie. Być może sprawa miała drugie, polityczne dno, związane z rywalizację stronnictw anty- i promacedońskiego. Z drugim z nich związani byli, występujący po stronie oskarżenia, Aristogejton (przeciwnik Demostenesa i Hyperejdesa) oraz Anaksymenes z Lampsakos, autor mowy oskarżycielskiej. Niewykluczone, iż w przypadku procesu hetery doszło do nadużycia procedury, czym mogła być próba zarzucenia jej zdrady stanu.
Posąg, który Fryne ofiarowała do Delf, wiązany jest z procesem, jego wykonanie datuje się bowiem na około 345 rok i być może było to ekswoto dla Apolla za pomyślne zakończenie sprawy.
Data jej śmierci pozostaje nieznana, wedle anegdotycznego przekazu miała w 335 roku proponować Aleksandrowi Macedońskiemu odbudowę Teb. Niektóre opracowania podają, iż żyła jeszcze w 316 roku.

## Fryne w kulturze

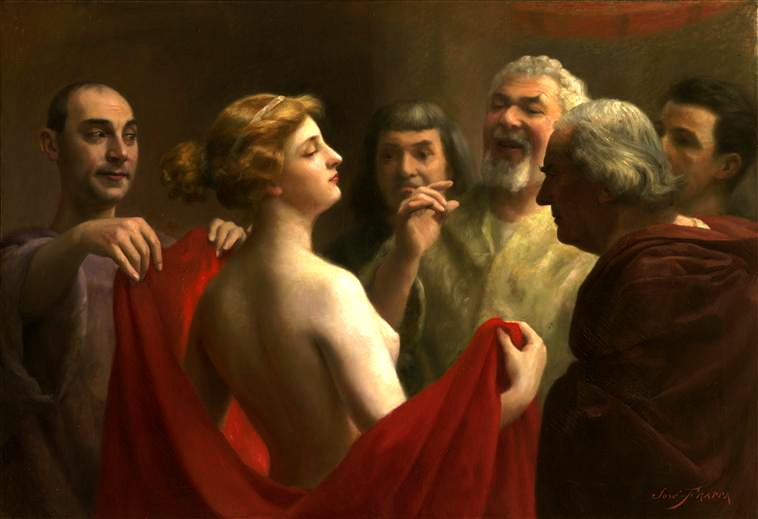
Scena sądu nad heterą – José Frappa, Fryne, 1904

### Literatura antyczna
Z jej postacią starożytni pisarze wiązali dużą liczbę anegdot, przez co bywa uznawana za najsłynniejszą heterę starożytnej Grecji, znaną z urody i błyskotliwości oraz słynnych kochanków. Większa część z tych opowieści nie pochodzi z czasów współczesnych Fryne, na ogół nie są też prawdziwe, choć mogą opierać się na jakiś wcześniejszych przekazach, ubarwionych czy też zniekształconych. Głównym źródłem takich informacji na jej temat jest zbiór biografii heter, opracowany przez Atenajosa i dołączony do jego dzieła Uczta mędrców. Zebrał w nim ze wszystkich znanych sobie utworów wszelakie wzmianki dotyczące tej grupy prostytutek. Z tego dzieła pochodzą najbardziej znane anegdoty o Fryne.

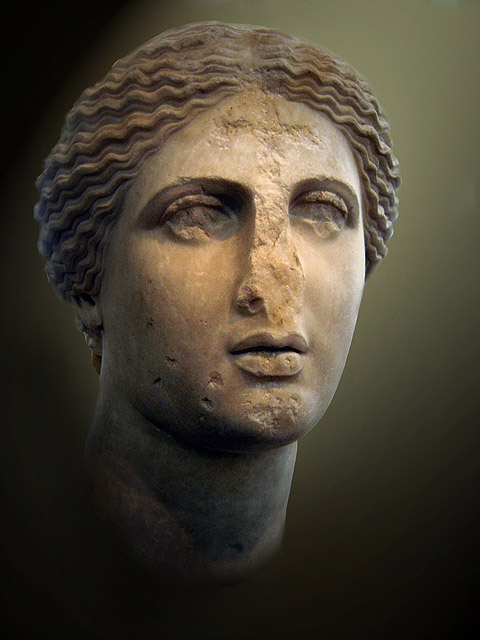
Głowa z Aten, fragment rzymskiej rzeźby, najprawdopodobniej kopii posągu Fryne ze świątyni delfickiej

Jedna z nich dotyczy sposobu obrony, zastosowanego przez Hyperejdesa w trakcie jej procesu. Kiedy ten zakończył wygłaszanie mowy obrończej, która w późniejszych latach była ceniona w ateńskich szkołach retoryki, nie mając pewności, czy przekonał sędziów, ściągnął z Fryne część szaty i obnażył jej piersi. Następnie zaapelował, by darować życie tej kapłance bogini miłości, jak ją określił, i przestrzegł przed wydaniem wyroku skazującego, który byłoby obrazą dla Afrodyty. Oszołomieni sędziowie, urzeczeni pięknem podsądnej lub przestraszeni groźbą gniewu bogini, podjęli decyzję o uniewinnieniu hetery. Wedle odmiennej wersji tej anegdoty, przekazanej przez Kwintyliana, to sama Fryne, błagając o litość płaczem i załamywaniem rąk, odsłoniła swój biust, przypadkowo lub celowo.
Inna z opowieści jej poświęconych wiąże się z postacią Aleksandra Macedońskiego. Hetera miała zaproponować władcy odbudowę Teb, którą zobowiązała się pokryć z własnego majątku. Postawiła jednak jeden warunek – na murach miasta miała się znaleźć tablica z napisem: „Co zburzył Aleksander, to odbudowała hetera Fryne”. Podaje się także, iż propozycję tę złożyła nie Aleksandrowi, lecz Kassandrowi w 316 roku. Wedle kolejnej z anegdot, filozof Krates miał surowo ocenić umieszczenie podobizny hetery w Delfach, nazywając ją „pomnikiem rozwiązłości Hellenów” lub „pomnikiem braku umiaru”.
Oprócz tych najbardziej popularnych historyjek Atenajos oraz inni autorzy antyczni przytaczali szereg innych opowieści, z których część miała ilustrować inteligencję i dowcip hetery – szczególnie zamiłowanie do gier słownych, jak również jej skromność w życiu codziennym. Wedle tych przekazów Fryne nie korzystała nigdy z łaźni publicznych, po ulicach zaś chodziła szczelnie odziana. Wobec ogółu mieszkańców Aten miała obnażyć się tylko podczas misteriów eleuzyńskich lub w trakcie święta Posejdona, kiedy to wykąpała się nago w morzu. To zachowanie tłumaczono jako wyraz pobożności, dokonania rytualnego oczyszczenia lub też chęć odegrania przed Ateńczykami narodzin Afrodyty. Opowiadano także, że nigdy nie używała szminek, co szczególnie się podobało. Pewnego razu podczas uczt zaproponowała innym heterom zanurzanie ust w wodzie, dzięki czemu na ich tle wypadła korzystniej, wszystkie bowiem się rozmazały.
Inna anegdota, przekazana przez Pauzaniasza, związana jest z posągiem Erosa ofiarowanym do Tespiów. Jego postument zdobił epigram, w którym wymieniony został Praksyteles jako twórca, a Fryne jako ofiarodawczyni. Otrzymała tę rzeźbę od artysty dzięki zastosowaniu podstępu. Po wielu prośbach rzeźbiarz obiecał podarowanie jednego ze swych najbardziej udanych dzieł, jednak nie zdradził, które konkretnie miał na myśli. Gdy spędzał noc u hetery, pojawił się sługa, który przekazał, iż spłonął dom i pracownia Praksytelesa – zagładzie uległa większość zgromadzonych tam posągów. Artysta wyraził wówczas nadzieję, że przynajmniej ocalały rzeźby Satyr i Eros, zdradzając swoją tajemnicę. Fryne przyznała się wówczas do zastosowania tego wybiegu – faktycznie bowiem nie doszło do żadnego pożaru – i zażyczyła sobie otrzymać podobiznę boga miłości, którą następnie ofiarowała do świątyni.

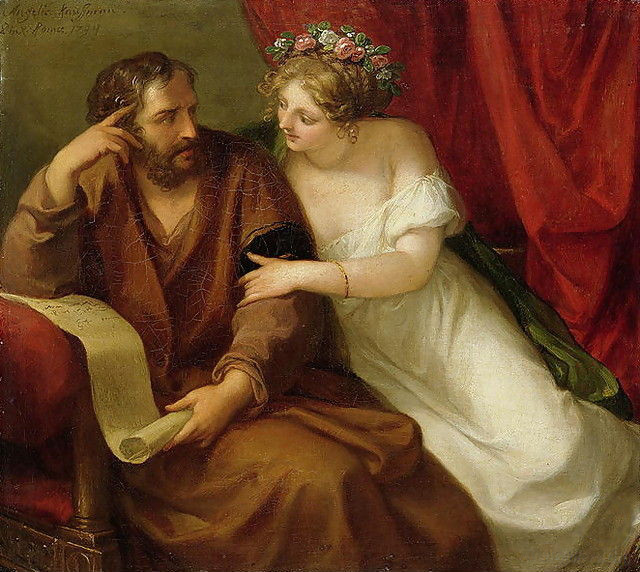
Angelika Kauffmann, Fryne kusi Ksenokratesa, 1794

Przytaczano również opowieść o sytuacji, gdy ktoś ofiarował jej niewielką ilość wina, jednocześnie zaznaczając, iż był to trunek dziesięcioletni. Miał w odpowiedzi usłyszeć, że jak na ten wiek, wino jest bardzo małe. Z kolei Diogenes Laertios w Żywotach i poglądach słynnych filozofów przekazał historię o pewnym niepowodzeniu Fryne. Miała przyjąć zakład o to, że uwiedzie filozofa Ksenokratesa z Chalcedonu. W nocy udała się do niego i błagała, by przyjął ją pod swój dach, twierdząc, że straciła swój majątek i nie ma gdzie się podziać. Ksenokrates zgodził się i zrobił jej miejsce w swoim łóżku, bowiem miał tylko jedno w swoim domostwie. Gdy rankiem Fryne wróciła do siebie, musiała przyznać się do porażki – filozof nie uległ jej wdziękom, co skomentowała słowami, że wraca nie od męża (gr. ap’andros), lecz od posągu (ap’adriantos).
Do anegdot o Fryne nawiązał Alkifron w swoim fikcyjnym zbiorze korespondencji heter. Pojawiają się tam trzy listy z nią związane. Pierwszy, rzekomo jej autorstwa, skierowany był do Praksytelesa, dotyczył jego rzeźby Afrodyty w Tespiach. Dwa następne miały wyjść spod ręki hetery Bakchis. W jednym dziękowała Hyperejdesowi za skuteczną obronę Fryne, w drugim zaś, do samej Fryne, komentowała sytuację po procesie.

#### Wiarygodność przekazów
Cały szereg tych i innych opowieści wskazuje na jej popularność, aczkolwiek najprawdopodobniej w czasach sobie współczesnych nie cieszyła się szacunkiem Ateńczyków (o czym zresztą może świadczyć anegdota o Kratesie), podobnie jak i inne hetery. Możliwe, iż pierwotnie przekazy te miały nieprzychylny wobec niej wydźwięk (na przykład miały podkreślać jej pazerność, jak mogło być z opowieścią o zdobyciu posągu Erosa czy komentarzu wobec małego daru wina), który jednak zatarł się, gdy zostały wyrwane z kontekstu pełnych utworów, skąd zaczerpnął je Atenajos i inni pisarze. Poza tym walory, które prezentuje w anegdotach – uroda, subtelność, dowcip, dobre maniery – były nie wyjątkiem, lecz cechami konwencjonalnymi, tym, czego mężczyźni oczekiwali od tej grupy prostytutek. Przy porównywaniu z Aspazją, określana była jako niedorównująca jej inteligencją.
Wiarygodność wielu spośród anegdot wydaje się niewielka. Najprawdopodobniej sytuacja z obnażaniem piersi Fryne podczas procesu w ogóle nie miała miejsca. Żadne ze źródeł współczesnych Hyperejdesowi nie wspomina o takim zajściu. Szczególną wagę przywiązuje się do braku jakiejkolwiek wzmianki na ten tematu u komediopisarza Posidipposa, w innych kwestiach dobrze poinformowanego, który, jak się uważa, z pewnością nie omieszkałby wspomnieć o takim zdarzeniu, gdyby faktycznie miało miejsce. Wspomina zaś jedynie o tym, iż Fryne błagała sędziów o łaskę, lamentując i biorąc ich za ręce.
Także opowieść o propozycji odbudowy Teb, mająca świadczyć o jej bogactwie, szczodrobliwości, chęci zdobycia rozgłosu czy też wysokiej ocenie własnej osoby nawet w podeszłym wieku, nie ma nic wspólnego z rzeczywistością, tym bardziej że jej rodzinne Tespie wiele wycierpiały ze strony Teb. Być może anegdota została zaczerpnięta przez Atenajosa z jakiejś komedii, która w ironiczny sposób przedstawiała zamierzenia Fryne.
Pojawiały się także wątpliwości, czy wszystkie powyższe anegdoty można łączyć tylko z jedną heterą znaną jako Fryne, czy nie należy przypisać je kilku kobietom występującym pod tym imieniem, ale z różnymi przydomkami – Tespijka, Sito, Klausigelōs („śmiech przez łzy”), Saperdion („sardelka”, „rybka kruczek”). Współcześnie trudno rozstrzygnąć, czy druga hetera (lub nawet kilka) mogła zyskać taki rozgłos, najczęściej też bohaterkę procesu utożsamia się z modelką Praksytelesa.

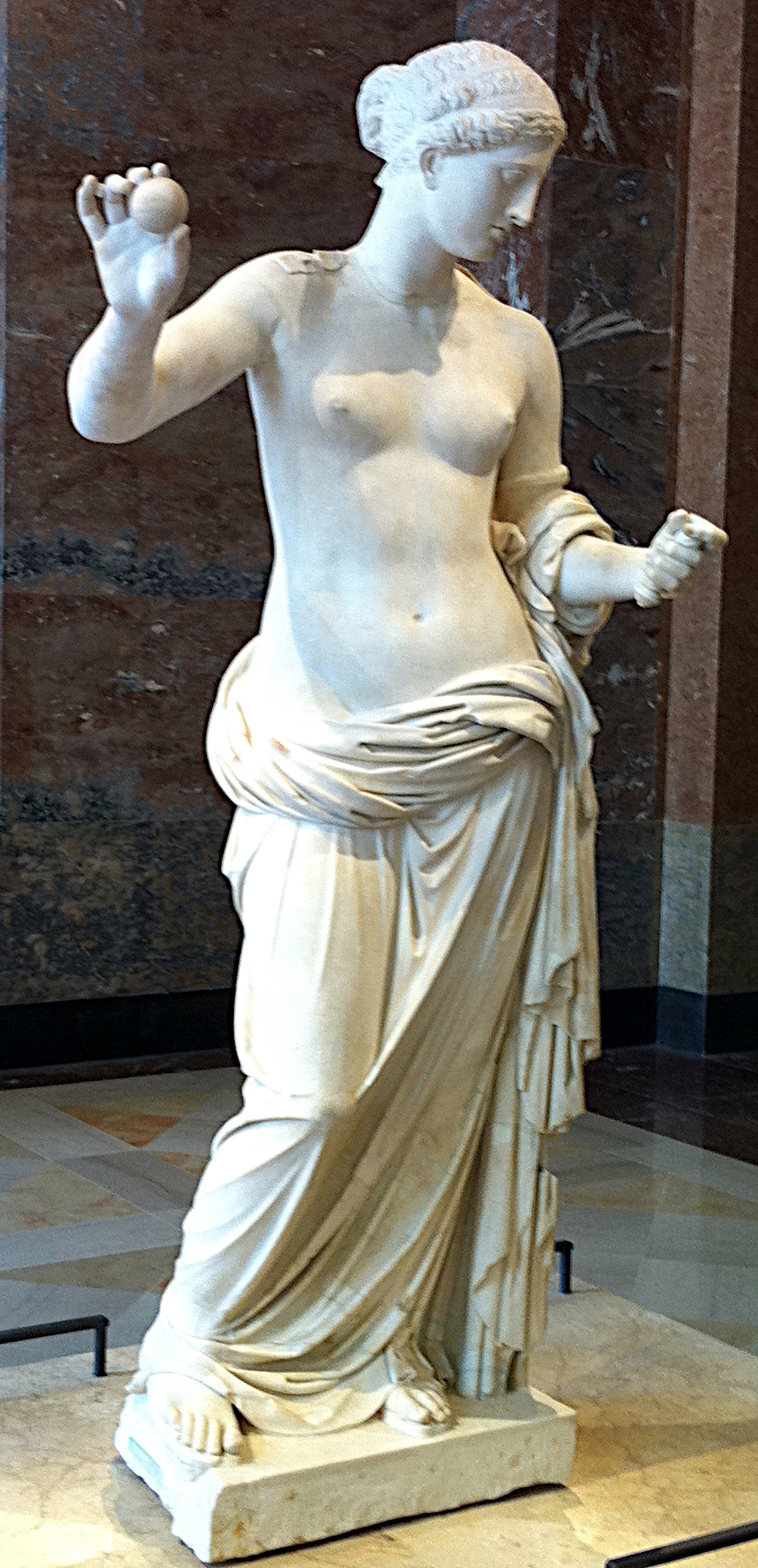
Afrodyta z Arles, rzymska kopia Afrodyty tespijskiej, rzeźby Praksytelesa do której prawdopodobnie pozowała Fryne

### Sztuka antyczna

#### Rzeźba
Fryne pozowała Praksytelesowi do posągu Afrodyty knidyjskiej, znanego z licznych starożytnych kopii, bowiem dzieło to nie zachowało się w oryginale. Zgodna w tym jest większość przekazów antycznych, wyjąwszy pojedynczych autorów. Nowożytni historycy sztuki rozważali, czy słynna rzeźba odpowiadała rzeczywistemu wyglądowi tej kobiety. Wedle niektórych źródeł modelka była niewysoka i ciemnowłosa, co dla części badaczy było argumentem uzasadniającym odrzucenie tradycji jej pozowania, inni zaś zwrócili uwagę, iż artysta mógł tworzyć swoje dzieło w oparciu o wygląd kilku kobiet. Problem ten wzbudzał szeroką dyskusję. Jednak powszechnie przyjmuje się, że Fryne była modelką rzeźbiarza, za prawdziwością czego ma przemawiać zindywidualizowany charakter głów z posągów, idealizowany, lecz nie idealny. Co więcej, taka identyfikacja śmiertelnych kobiet z bóstwami nie była czymś zupełnie niezwykłym w świecie antycznym, a w II poł. IV wieku p.n.e. nie dotyczyła wyłącznie członkiń królewskich rodów, lecz również heter. Mając na uwadze, iż Fryne była kochanką Praksytelesa być może jej wybór na modelkę wynikał nie tylko z jej urody, ale i z uczucia, jakim ją darzył ten artysta.
Najprawdopodobniej udział Fryne w jego twórczości nie ograniczał się tylko do tego dzieła oraz posągów ją przedstawiających, znanych jako dary dla świątyń. Możliwe, iż pozowała mu również do posągu Afrodyty, ofiarowanego sanktuarium w Tespiach. Za jego rzymską kopię uznaje się rzeźbę Afrodyty z Arles, w której przypadku rysy twarzy zdradzają podobieństwo do dzieła dla Knidos. Różnica w sylwetkach postaci bogini tłumaczono przypuszczeniem, iż w pierwszym z tych dzieł hetera pozowała jeszcze jako młoda kobieta, zaś w drugim już jako dojrzała.
Podobieństwo do rysów twarzy z tych dzieł widać także w marmurowych fragmentach rzeźb, znanych jako głowa z Arles i głowa z Aten, które uważa się za pozostałości kopii posągu Fryne dla Delf, dzieła, jak się wydaje, również cieszącego się w antyku sporą sławą i nieraz odtwarzanego. Prawdopodobnie także pozostałość innej kopii tej rzeźby odkryto w Ostii.
Możliwe, iż rozstanie z Fryne wpłynęło na dalszą twórczość Praksytelesa, który po Afrodycie z Knidos nie tworzył już rzeźb tak zmysłowych, nagich bogiń.

#### Malarstwo
Ponadto heterze przypisywano pozowanie malarzowi Apellesowi do obrazu Afrodyta Anadiome, przedstawiającego boginię w kąpieli, wyciskającą włosy. Podobno artysta został zainspirowany do stworzenia takiego wyobrażenia właśnie widokiem Fryne, nago wynurzającej się z morza. Nie można tego zweryfikować, bowiem dzieło nie zachowało się. Co więcej starożytni autorzy przypisywali jej pozowanie do prawie każdego słynnego przedstawienia bogini. Oprócz tego, w niektórych malowidłach z Pompejów dopatrywano się także przedstawienia scen z życia Fryne.

### Od nowożytności
Postać Fryne od czasów nowożytnych pojawiała się w twórczości różnych artystów, zainspirowanych niektórymi spośród licznych anegdot o niej.

#### Malarstwo i rzeźba
W malarstwie przykładami tego zjawiska są dwa obrazy olejne Angeliki Kauffmann z XVIII wieku – z 1794 roku: Prakstyteles pokazujący Fryne swoją rzeźbę Erosa oraz Fryne kusi Ksenokratesa. Na obu płótnach przedstawiona została zgodnie z neoklasycystyczną modą. W pierwszym z nich jako skromna dziewczyna, zaś w drugim – kobieta prowokująca wzrokiem i postawą. Z kolei William Turner w obrazie z 1838 roku stworzył swoją wersję opowieści o kąpieli hetery, którą połączył z anegdotą dotyczącą kłótni Demostenesa z Ajschinesem. Słynna Greczynka pojawia się na nim w skąpej tunice, jednak cała antyczna anegdota odgrywa podrzędną rolę – główną uwagę przyciąga na tym płótnie natura, krajobraz z okazałymi drzewami i niebo, zalane słonecznym światłem.
W ciągu XIX wieku postać Fryne stała się częstym tematem w malarstwie francuskim. Podjął się go Gustave Boulanger w roku 1850, zaś za najbardziej znany przykład wykorzystania tego motywu, choć nieraz krytycznie oceniany, uznaje się obraz Jeana Léona Gérôme Fryne przed Areopagiem z 1861 roku. Artysta poszedł dalej niż przekaz antycznej anegdoty, bowiem w jego wizji Hyperejdes obnaża przed zdumionymi sędziami nie tylko piersi hetery, ale całe jej ciało, podczas gdy ona sama zakrywa twarz. Z kolei postać Wolności z obrazu Eugène’a Delacroix nieprzychylni krytycy określali słowami dziwaczna mieszanina Fryne, przekupki i bogini wolności.
Nawiązując do opowieści o morskiej kąpieli Greczynki, Henryk Siemiradzki zaprezentował w 1889 roku obraz Fryne na święcie boga mórz Posejdona w Eleusis, który zapewnił mu znaczny rozgłos. Wśród innych malarzy, którzy tworzyli obrazy nawiązujące do postaci antycznej hetery można wymienić także Artura Grottgera (Fryne, 1867) czy Jamesa Whistlera. Temat ten podejmowano również w XX wieku.
Także rzeźbiarze tworzyli dzieła związane z jej postacią, przykładowo James Pradier, który swoją Fryne prezentował na Salonie paryskim w 1845 roku. Z kolei na Wystawie Światowej 1867 sukces odniosła rzeźba Francesco Barzaghiego, zaś Percival Ball był autorem płaskorzeźby Fryne przed Prakstytelesem (1900), wykonanej na zamówienie australijskiej Galerii Sztuki Nowej Południowej Walii (ang. Art Gallery of New South Wales).
Odwołanie do malarskich wizji hetery pojawiło się także w twórczości włoskiego rysownika (i scenarzysty) komiksowego Milo Manary, który w swojej książce (The Model z 2002 roku), przedstawiającej opowieści o różnych modelkach słynnych artystów, uwzględnił również anegdotę o procesie, z ilustracją nawiązującą do obrazu Gérôme.

#### Literatura i muzyka
Postać Fryne stała się tematem dzieł literackich i muzycznych. Mówiący o niej wiersz Lwa Meja z 1855 roku wpłynął na ostateczną formę płótna Siemiradzkiego. Charles Baudelaire w Lesbos posługuje się imieniem Fryne, zaś Rainer Maria Rilke nawiązał do jego twórczości i postaci hetery w wierszu Die Flamingos. Z kolei w 2008 roku polski pisarz Witold Jabłoński opublikował swoją powieść Fryne hetera, w której uczynił ją główną bohaterką i zarazem narratorem.
Wiersz o Fryne zatytułowany O Fryne ofiarnej ballada napisała Joanna Kulmowa.
W 1893 roku Camille Saint-Saëns wystawił w Paryżu swoją operę komiczną Phryné, którą skomponował dla słynnej śpiewaczki sopranowej Sibyl Anderson. To dwuaktowe, lekkie i dowcipne dzieło przedstawiało historię wuja i siostrzeńca walczących o uczucie Fryne. Cieszyło się sporym zainteresowaniem – wystawiono je sto dziesięć razy.
Postacią hetery zainspirowała się Adorée Villany, francuska tancerka głośna na początku XX wieku. Jeden z jej występów tanecznych, połączonych z wyrafinowanym striptizem, nosił nazwę Taniec Fryne.

#### Kinematografia
Również kino zainteresowało się antyczną heterą. Nawiązanie do jej procesu znalazło się w obrazie Alessandro Blasettiego Dawne czasy (Altri tempi) z 1952 roku. W ostatnim z jego epizodów, opierającym się na opowiadaniu Edoardo Scarfoglio (z roku 1884), przedstawiono historię kobiety imieniem Mariantonia (w tej roli Gina Lollobrigida), ze wsi w Abruzji, oskarżonej o otrucie męża i teściowej. W trakcie procesu, adwokat słowem, jak i gestem wprost odwołuje się do Fryne, owijając klientkę płaszczem, który w pewnym momencie szybko ściąga, niczym na obrazie Gérôme.
W 1953 roku powstał włoski film Frine, cortigiana d’Oriente, wyreżyserowany przez Mario Bonnarda, w którym tytułową rolę zagrała Elena Kleus. W tym kostiumowym obrazie Fryne została przedstawiona jako arystokratka, która musiała uciekać z Beocji. W Atenach jako hetera zdobyła duży majątek, z którego część przeznaczała na pomoc wygnanym ze zburzonych Teb. Zaproponowała też odbudowę miasta. Kiedy jednak urzędnicy odrzucili ten pomysł, spróbowała pozyskać dla niego lud, udając podczas obrzędów w Eleusis kapłankę Afrodyty, co jednak skończyło się pojmaniem i procesem. Obroniona przez Hyperejdesa, razem z nim opuściła Ateny, rozpoczynając nowe życie. Film, nie pozbawiony błędów, opierał się częściowo na antycznych przekazach jej poświęconych.
Nawiązanie do osoby Fryne pojawiło się również w filmie Doktor Popaul (Trappola per un lupo) z 1972 roku, w reżyserii Claude’a Chabrola, gdzie jedna z bohaterek, grana przez Laurę Antonelli, w niezręcznej sytuacji zasłania sobie twarz, gestem jak z obrazu Gérôme.